# Эннис, Тайлер (хоккеист)
Та́йлер Фо́стер Э́ннис (англ. Tyler Foster Ennis; 6 октября 1989, Эдмонтон, Альберта, Канада) — канадский хоккеист, левый крайний нападающий.

## Карьера

### Юниорская карьера
Эннис начал свою молодёжную карьеру в Западной хоккейной лиги в команде «Медисин-Хат Тайгерс». В дебютном сезоне 2005-06 он набрал 10 очков в 43 играх. В следующем сезоне он стал уже одним из ведущих игроков «Тайгерс», забросив 26 шайб и набрав 50 очков в регулярном сезоне. Эннис к этому показателю добавил ещё 12 очков, заработанных в 20 играх плей-офф. В итоге, «Медисин-Хат» стал чемпионам WHL, одолев в семи матчах финала Кубка Чиновета команду «Ванкувер Джайэнтз». «Тайгерс» получили право выступить на Мемориальном кубке 2007, хозяином которого был тот же «Ванкувер». В финале опять встретились «Тайгерс» и «Джайэнтз», и победа в этот раз осталась за «Ванкувером» 3:1. Эннис набрал четыре очка в четырёх играх, тем самым заняв пятое место на турнире по результативности.
В следующем сезоне Эннис стал самым результативным в команде, набрав 91 очко — четвёртый показатель в лиге. В межсезонье на драфте НХЛ 2008 года он был выбран в 1 раунде под общим 26-м номером клубом «Баффало Сейбрз». В последнем сезоне за «Тайгерс» Эннис опять показал высокую результативность — 85 очков в 61 игре.

### «Баффало Сейбрз»
Эннис провёл дебютный матч в НХЛ 14 ноября 2009 года против «Филадельфии Флайерз». Он забил свой первый гол в НХЛ в игре против «Флайерз» вратарю Рэю Эмери. Эннис провёл большую часть сезона 2009-10 в команде АХЛ «Портленд Пайретс». Он закончил сезон в АХЛ с 23 шайбами и 42 передачами. 23 гола Энниса сделали его лучшим снайпером среди новичков АХЛ. В конце сезона Эннису вручили приз лучшего новичка сезона — «Дадли "Ред" Гарретт Мемориал Эворд». После того, как нападающий Тим Коннолли выбыл с травмой, Эннис был вызван «Сейбрз» на последние 9 игр регулярного сезона. Завершив регулярный сезон НХЛ с девятью очками в десяти играх, Тайлер заработал себе место в основном составе «Баффало» в плей-офф. Он закончил плей-офф с тремя результативными передачами, лучшим результатом команды, а также набрал четыре очка, столько же сколько и лидер «Сейбрз» в плей-офф Джейсон Поминвилль.
В сезоне 2012/13 на период локаута Эннис выступал в клубе NLA «Лангнау Тайгерс».
Летом 2014 года заключил 5-летний контракт с «Баффало» на $ 23 млн.
Летом 2017 года был обменян в «Миннесоту Уайлд» вместе с Маркусом Фолиньо на Марко Сканделлу и Джейсона Поминвилля. Эннис набрал всего 22 очка в сезоне 2017/18, и его последний год контракта был выкуплен «Миннесотой».
Летом игрок подписал 1-летний контракт на $ 650 тыс. с «Торонто Мейпл Лифс».

### Международная карьера
Во время своего четвертого сезона в WHL Эннис был вызван в сборную Канады для участия в Молодёжном чемпионате мира 2009. Он помог Канаде в пятый раз подряд завоевать золотые медали, обыграв сборную Швеции в финале. В составе взрослой сборной Канады дебютировал на чемпионате мира 2015, на котором канадцы выиграли золотые награды.

## Статистика
| Легенда | Легенда                    | Легенда | Легенда                   | Легенда | Легенда    |
| ------- | -------------------------- | ------- | ------------------------- | ------- | ---------- |
| И       | Количество проведённых игр | Штр     | Штрафное время            | +/−     | Плюс-минус |
| Г       | Голы                       | П       | Голевые передачи          | О       | Очки       |
| -       | Статистика неизвестна      | —       | Статистика не учитывалась |         |            |

## Достижения

### Командные
| Год  | Команда             | Достижение                             | Достижение |
| ---- | ------------------- | -------------------------------------- | ---------- |
| 2006 | Канада (юниор.)     | Победитель Мемориала Ивана Глинки      |            |
| 2007 | Медисин-Хат Тайгерс | Обладатель Кубка Эда Чиновета          |            |
| 2009 | Канада (мол.)       | Победитель молодёжного чемпионата мира |            |
| 2015 | Канада              | Чемпион мира                           |            |

### Личные
| Год        | Команда             | Достижение                                                          | Достижение |
| ---------- | ------------------- | ------------------------------------------------------------------- | ---------- |
| 2008       | Медисин-Хат Тайгерс | Участник Матча всех звёзд CHL                                       |            |
| 2008, 2009 | Медисин-Хат Тайгерс | Попадание в первую Сборную всех звёзд Восточной конференции WHL (2) |            |
| 2008, 2009 | Медисин-Хат Тайгерс | Обладатель «Брэд Хорнанг Трофи» (2)                                 |            |
| 2010       | Портленд Пайретс    | Попадание в Сборную новичков АХЛ                                    |            |
| 2010       | Портленд Пайретс    | Обладатель «Дадли (Ред) Гарретт Мемориал Эворд»                     |            |
| 2010       | Портленд Пайретс    | Участник Матча всех звёзд АХЛ                                       |            |
| 2011       | Баффало Сейбрз      | Участник Матча молодых звёзд НХЛ                                    |            |